# Björn Lennartsson
Björn Lennartsson, född 1953, är en verkstadsmekaniker och tidigare kommunalpolitiker för Sverigedemokraterna. 
Lennartsson sades upp från sin anställning vid Aspa Bruk efter rasistiska utspel, gick med i SD 2002 och blev invald i Askersunds kommuns kommunfullmäktige vid valet samma år. I samband med detta avgick Lennartssons hustru Elisabeth, som var fullmäktigeledamot för Socialdemokraterna, från sin post som arbetarkommunens ordförande.
Två månader senare lämnade Lennartson ett osammanhängande meddelande på en telefonsvarande tillhörande Sveriges Radio Örebro. I meddelandet ondgjorde sig Lennartsson över "förbannade negerjävlar som håller på och rapar och bölar". Utspelet fick medial uppmärksamhet, och ledde till att ett tiotal sverigedemokrater i ledande ställning krävde att Lennartsson skulle lämna sina uppdrag i och för partiet. Lennartson anhöll under våren 2003 om entledigande från sitt ledamotsuppdrag, vilket Askersunds kommuns kommunfullmäktige biföll den 25 augusti 2003. Lennartsson var då redan utesluten ur partiet.
I samband med en ceremoni vid byggstarten för en ombyggnad av riksväg 49 år 2007 orsakade Lennartsson kalabalik när han steg upp i talarstolen, avbröt ceremonin för att protestera mot vägbygget och fick brottas ner och omhändertas av polis.